# Cystoathyrium chinense
Cystoathyrium chinense is een varen uit de familie Cystopteridaceae. Het is een middelgrote varen van vochtige, montane wouden.
De varen is endemisch in de provincie Sichuan in China en is daar nog slechts bekend van één groeiplaats.

## Naamgeving enetymologie
De soortaanduiding chinense verwijst naar China.

## Kenmerken
Cystoathyrium chinense is een middelgrote, altijdgroene varen, met een korte, rechtopstaande rizoom bezet met donkerbruine, lancetvormige schubben. De steriele bladen zijn tot 45 cm lang, met een bruine, gegroefde bladsteel en een dunne, gladde, bleekgroene, lijnlancetvormige, tweemaal geveerde bladschijf, tot 35 cm lang en 8 cm breed, aan de onderzijde met verspreide oranje kliertjes. De bladslipjes zijn lancetvormig, tot 4 cm lang en 1 cm breed, diep veerdelig ingesneden, ongesteeld, met tussenruimtes van ongeveer 1 cm.
De sporenhoopjes zijn rond, voorzien van een rond of eirond, membraanachtig dekvliesje (indusium), en zitten elk apart op de onderzijde van de bladslipjes.

## Habitat, verspreiding en voorkomen
De soort werd oorspronkelijk verzameld in 1963 in de vochtige ondergroei van een montaan bos op 2450 m hoogte nabij Tuanniuping, Erlangshan in de provincie Sichuan in China. Bij een tweede bezoek in 1984 was het bos verdwenen, het gebied veel droger geworden, en werd nog maar één exemplaar van de soort aangetroffen.

## Bedreigingen en bescherming
De IUCN-status van deze soort is 'Kritiek (met uitsterven bedreigd)'. Aangezien hij sinds 1984 niet meer is waargenomen, is het zeer mogelijk dat de soort ondertussen is uitgestorven.
Acystopteris · Cystoathyrium · Cystopteris · Gymnocarpium (Driehoeksvaren)
Cystoathyrium chinense